# Französische Besetzung Kilikiens
Urfa – Maraş – Antep – Çukurova
Die Französische Besetzung Kilikiens oder auch der kilikische Krieg (französisch La campagne de Cilicie, dt.: Der kilikische Feldzug; türkisch Güney Cephesi, dt.: Die Südfront) war eine Serie von Konflikten zwischen Frankreich und der türkischen Unabhängigkeitsbewegung nach dem Ende des Ersten Weltkrieges. Der Konflikt dauerte von Dezember 1918 bis Oktober 1921 und fand auf dem Gebiet der heutigen Südtürkei und Nordsyriens statt.
Die Franzosen zeigten schon mit dem Sykes-Picot-Abkommen und dem Französisch-Armenischen Abkommen von 1916 Interesse an dem Gebiet. Doch nach 1921 distanzierte sich Frankreich von der Triple Entente und näherte sich der neuen nationalen türkischen Regierung in Ankara und schloss mit ihr den Vertrag von Ankara, auch Franklin-Bouillon-Abkommen.

## Hintergrund
Das Interesse der Franzosen in der Region der Çukurova zeigte sich schon 1798 mit Napoleons Ägyptischer Expedition.
1909 beteiligte sich Frankreich an der Mercimek Çiftliği des Sultans Abdülhamid II. Diese riesige Farm mit einer Fläche von 1100 km² erstreckte sich als ein Streifen vom Hafen Yumurtalık und Karataş bis in die Ebenen von Kozan und İmamoğlu.

### Vereinbarungen

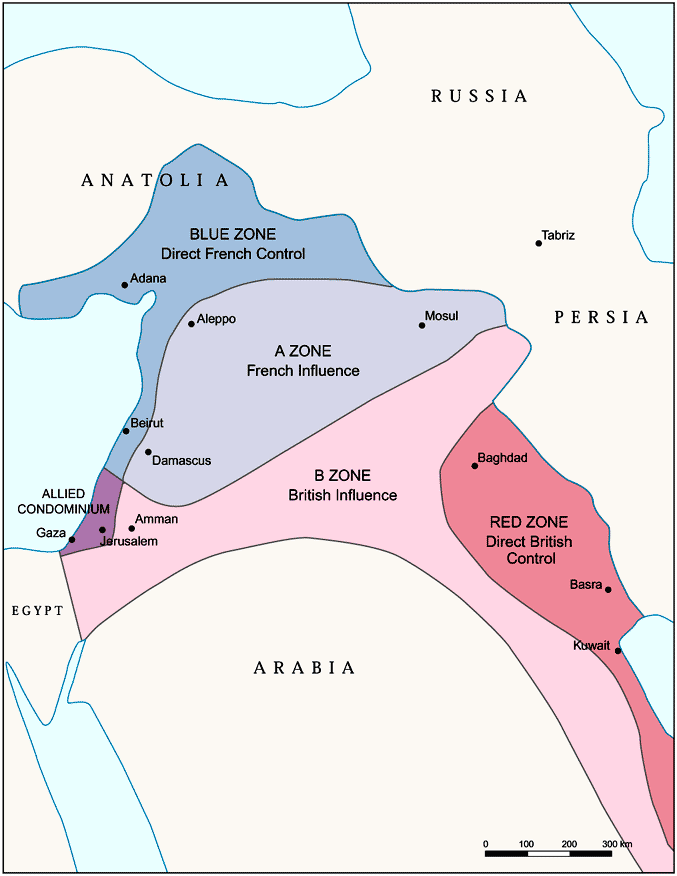
Das geheime Sykes-Picot-Abkommen (1916) und die Frankreich damals zugesprochene Einflusszone (blau)

Das Frankreich im Vertrag von Sevres (1920) zugesprochene Einflussgebiet (violett)

Mit dem Waffenstillstand von Mudros (30. Oktober 1918) endete der Krieg zwischen dem Osmanischen Reich und der Entente. Die französische Armee marschierte gemäß dem geheimen Sykes-Picot-Abkommen in die Region ein. Laut diesem Abkommen sollten die Franzosen neben Syrien auch Südanatolien mit seinen wichtigen strategischen und wirtschaftlich bedeutenden Orten wie den fruchtbaren Ebenen der Çukurova, den Seehäfen von Mersin und İskenderun und den Kupferminen von Ergani erhalten. Auf der anderen Seite gehörten die Ölreserven in der osmanischen Provinz Mosul allein den Briten. Nach dem Abkommen sollten die Briten die Städte Antep, Maraş und Urfa besetzen und später den Franzosen überlassen.
Am 27. Oktober 1916 – während des Völkermords an den Armeniern – unterzeichnete Frankreich ein Abkommen mit französischen Exilarmeniern. Der Außenminister Aristide Briand stellte im Rahmen des Abkommens erstmals französisch-armenische Truppen auf, die auch zur Beendigung des Völkermords beitragen sollten und überlebenden armenischen Flüchtlingen die Rückkehr nach Kilikien erlauben sollte. Diese Französisch-Armenischen Legionen sollten unter dem Kommando von Edmund Allenby stehen und kämpften später in Palästina und Syrien. Nach dem Waffenstillstand von Mudros kämpften sie auch in Kilikien. Mit Hilfe dieser Legionen sollte Südanatolien vom Osmanischen Reich abgetrennt werden.

## Französische Besetzung der Türkei

### Landung an der Küste des Schwarzen Meeres
Nach dem Waffenstillstand von Mudros sicherte das französische Militär die wichtigen osmanischen Kohleminen am Schwarzen Meer, an denen französische Unternehmen große Kapitalanteile hatten. Dies diente dazu, die Energiequellen zu sichern und die Armee mit Kohle zu versorgen. Französische Truppen verhinderten die Verteilung von Kohle in Anatolien und versuchten so, Unruhe im Volk zu stiften.
Am 18. März 1919 setzten zwei französische Kanonenboote Truppen an die Häfen von Zonguldak und Ereğli. Die Franzosen konnten sich in Karadeniz Ereğli aufgrund von Widerstand nur ein Jahr halten und verließen die Stadt am 8. Juni 1920. Sie verstärkten dagegen ihre Stellung in Zonguldak und besetzten die ganze Stadt offiziell ab dem 18. Juni 1920.

### Militäroperationen in Istanbul und Thrakien
Frankreich beteiligte sich mit den anderen Alliierten an der Besetzung von Istanbul und marschierte am 12. November 1918 in der Stadt ein. Am 8. Februar 1919 traf der französische General Franchet d’Esperey in Istanbul ein. Er sollte als Oberbefehlshaber der alliierten Truppen die Arbeit der osmanischen Regierung koordinieren.
Die Franzosen hielten auch die Stadt Bursa, die als ehemalige osmanische Hauptstadt eine große Bedeutung hatte, für kurze Zeit besetzt.
Im Mai hatte Griechenland die Türkei angegriffen und den Griechisch-Türkischen Krieg begonnen. Zunächst rückte es erfolgreich auf türkischem Gebiet vor. Mit der Sommeroffensive der Griechen in Anatolien 1920 fiel Bursa an die Griechen.

### Die Kilikien-Kampagne
Die Franzosen landeten mit 15.000 vornehmlich Freiwilligen aus der Französisch-Armenischen Legion und 150 französischen Offizieren am 17. November 1918 in Mersin. Die ersten Ziele dieses Expeditionskorps waren die Besetzung der Häfen und das Absetzen der osmanischen Verwaltung. Die zweite Landung fand am 19. November 1918 südöstlich von Tarsus statt und sollte das Gebiet sichern und Vorbereitungen treffen, das französische Hauptquartier in Adana einzurichten.
Nach der Besetzung Kilikiens Ende 1918 besetzten französische Truppen 1919 die osmanischen Vilâyets von Antep, Maraş und Urfa in Südanatolien. Diese Orte wurden ihnen wie vereinbart von den Briten übergeben. Als östlichster Punkt der Besatzungszone wurde Mardin am 21. November 1919 besetzt. Die Besatzung wurde aber nach einem Tag wieder abgebrochen.
Als französische Gouverneure Kilikiens wirkten vom 1. Januar 1919 bis 4. September 1920 Édouard Brémond und von September 1920 bis 23. Dezember 1921 Julien Dufieux. Von Anfang an stießen die Franzosen bei den Einwohnern der besetzten Gebiete auf harten Widerstand. Die Situation war brisant, weil die Armenier mit den Franzosen zusammenarbeiteten.
Die Franzosen wollten die Gebiete in Syrien und dem angrenzenden Taurusgebirge besetzen, aber den Türken unter Mustafa Kemal war der Taurus sehr wichtig. Den ortsunkundigen Franzosen halfen die armenischen Milizen mit Informationen über die Gegend, während die arabischen Stämme der Region mit Ankara zusammenarbeiten. Im Gegensatz zu den griechischen Armeen in Westanatolien stellten die Franzosen für die Türken eine geringere Gefahr dar. Mustafa Kemal nahm an, dass die Franzosen schnell aufgeben würden, wenn die Griechen besiegt wären.
Der örtliche Widerstand überraschte die Franzosen sehr. Sie machten die Briten vor Ort dafür verantwortlich und beschuldigten sie, den Widerstand nicht genügend bekämpft zu haben. Die Strategie der Franzosen, eine Südfront zu eröffnen, scheiterte nach der Niederlage der Griechen und Briten im Westen.
Am 1. November 1919, zwei Tage nach der Besatzung, ereignete sich der Sütçü-İmam-Vorfall. Sütçü İmam kam drei Frauen zu Hilfe, die von armenischen Soldaten der Besatzer belästigt und angepöbelt wurden. Sütçü İmam erschoss einen der Störenfriede und musste in den Untergrund gehen. Der Vorfall löste eine Serie von Ereignissen aus, die die türkische Mehrheit der Stadt gegen die Besatzungstruppen aufbrachte. Zwei Monate nach dem Vorfall brach in der ganzen Stadt der Aufstand los. Nach 22 Tagen sahen sich die Franzosen gezwungen, Maraş am 11. Februar 1920 zu räumen. Die armenische Gemeinde von Maraş folgte aus Angst vor Racheakten den Franzosen. Bald darauf unterstützten die Widerstandskämpfer von Maraş die umliegenden besetzten Städte.

### Friedensvertrag und das Ende der Feindseligkeiten
Der Friedensvertrag von Kilikien wurde am 9. März 1921 zwischen beiden Seiten unterzeichnet. Der Vertrag wurde dann noch am 20. Oktober desselben Jahres durch den Vertrag von Ankara ersetzt. Wenig später endete der türkische Unabhängigkeitskrieg mit dem Waffenstillstand von Mudanya.

## Rückzug
Die Franzosen begannen mit ihrem Rückzug Anfang 1922. Am 3. Januar räumten sie Mersin und Dörtyol, am 5. Januar Adana, Ceyhan und Tarsus. Die Evakuierung war am 7. Januar abgeschlossen, als die letzten Truppen Osmaniye verließen. Am Anfang des Krieges hatten die Franzosen in Zusammenarbeit mit den Griechen 1919 den Fluss Mariza überquert und die Stadt Uzunköprü in Ostthrakien und die Eisenbahnstrecken bis Hadımköy in der Nähe von Çatalca vor den Toren Istanbuls besetzt. Nachdem im September 1922 die Griechen aus Westanatolien zurückgetrieben worden waren, wurden auch die Franzosen und Briten aus ihren Stellungen bei den Dardanellen vertrieben. So zogen sich die Franzosen mit den Griechen wieder hinter den Mariza zurück.

## Auswirkungen
Frankreichs Beziehung zu der Regierung in Ankara verbesserte sich. Der Vertrag von Ankara 1921 löste aber nicht das Problem um das Sandschak Alexandrette. Laut Ankara gehörte Alexandrette zum Misak-ı Millî und war damit Teil des türkischen Gebietes. Die restlichen, mehrheitlich arabisch besiedelten Gebiete in Syrien wurden Frankreich überlassen. Syrien wurde französisches Mandat. Das ungelöste Problem mit Alexandrette führte zu Spannungen in den sonst freundschaftlichen Beziehungen zwischen Frankreich und der Türkei. Ein weiteres Problem zwischen Frankreich und der Türkei war die Verschuldung des Osmanischen Reichs bei Frankreich. Dieses Problem wurde mit der Konferenz von Lausanne gelöst.